# Epinecrophylla fulviventris
Epinecrophylla fulviventris là một loài chim trong họ Thamnophilidae.